# Rochester, Michigan

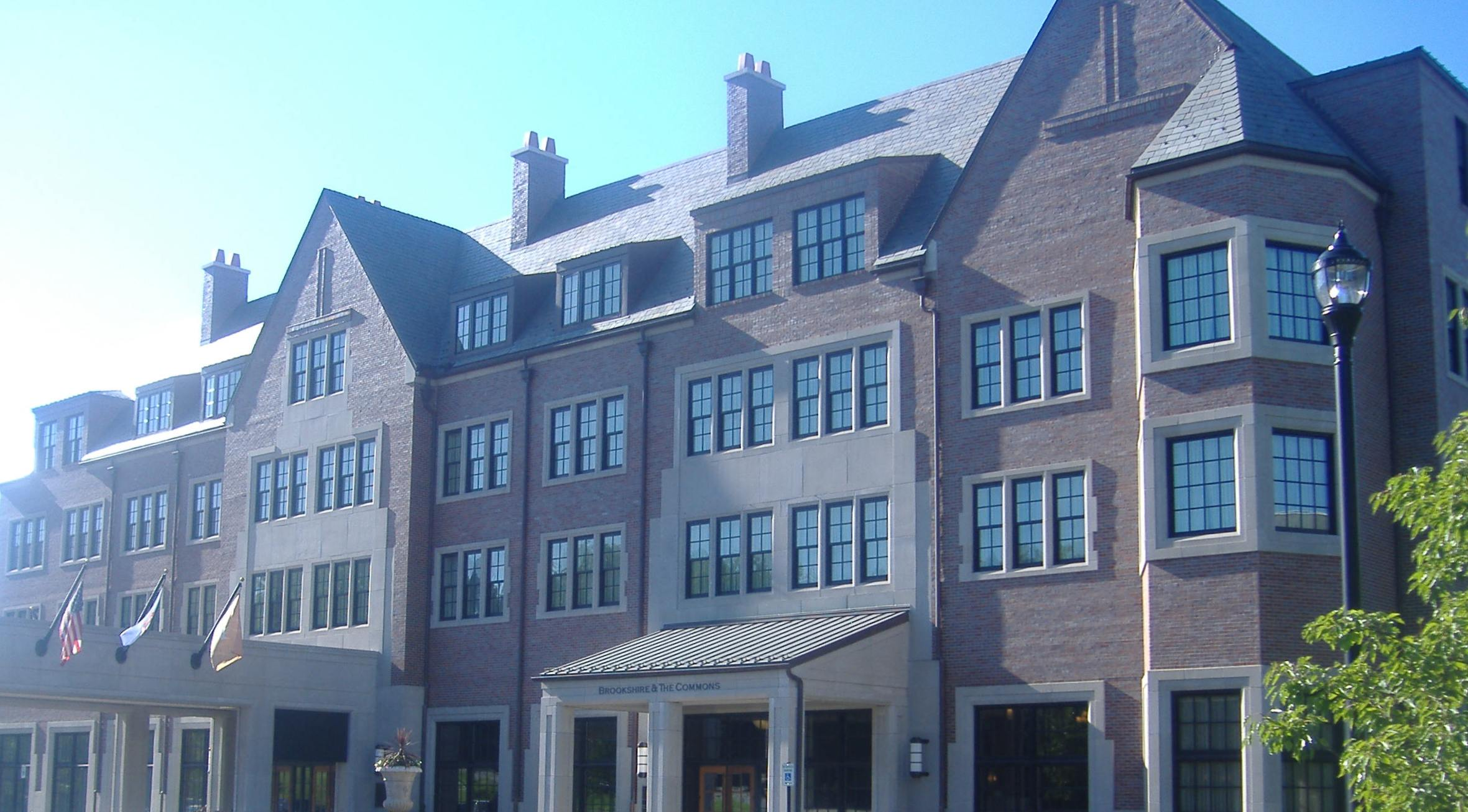
The Royal Park Hotel i Rochester

Rochester är en stad i Oakland County i sydöstra Michigan i USA. Rochester har 10 467 invånare (2000).
De första bosättarna på platsen, familjen Graham, byggde 1817 en timmerstuga.